# لنسینگ (ویرجینیای غربی)
لنسینگ (به انگلیسی: Lansing) یک منطقهٔ مسکونی در ایالات متحده آمریکا است که در شهرستان فایت، ویرجینیای غربی واقع شده‌است. لنسینگ ۵۶۳٫۸۹ متر بالاتر از سطح دریا واقع شده‌است.